# Fikret Demirer
Fikret Demirer (* 13. März 1961 in Istanbul) ist ein ehemaliger türkischer Fußballspieler und Fußballtrainer. Durch seine langjährige Tätigkeit für Beşiktaş Istanbul und als Eigengewächs wird er sehr stark mit diesem Verein assoziiert. So war er Teil jener Mannschaft Beşiktaş', die nach 15 Jahren ohne Titel in der Saison 1981/82 wieder die türkische Meisterschaft gewinnen konnte. Später spielte er vier Spielzeiten lang für Sarıyer GK und war in der Glanzzeit dieses Vereins, die in der zweiten Hälfte der 1980er Jahre stattfand, einer der Leistungsträger.

## Spielerkarriere

### Verein
Demirer begann mit dem Vereinsfußball in der Jugend des Istanbuler Traditionsvereins Beşiktaş Istanbul. Hier wurde er zur Rückrunde der Saison 1977/78 vom damaligen Cheftrainer Doğan Andaç in den Profikader aufgenommen. Sein Debüt für die Profimannschaft gab er bei der Erstligabegegnung vom 7. April 1979 gegen den Adanaspor. Im weiteren Saisonverlauf absolvierte Demirer acht weitere Ligaspiele und erzielte in dem Auswärtsspiel gegen MKE Kırıkkalespor sein erstes Tor. Zum Saisonende wurde Andaç durch Serpil Hamdi Tüzün ersetzt. Unter Tüzün kam Demirer zwar immer wieder zu Kurzeinsätzen, schaffte aber nicht den Sprung in die Stammelf. In der Spielzeit 1980/81 belegte seine Mannschaft nach zwei erfolglosen Jahren mit dem fünften Tabellenplatz wieder einen Tabellenplatz in der oberen Tabellenhälfte. Für die Spielzeit 1981/82 wurde Đorđe Milić als neuer Cheftrainer eingestellt. Unter diesem blieb Demirer ebenfalls nur Ergänzungsspieler, sicherte seinem Verein aber durch seine zwei Saisontoren entscheidende Punkte. Zum Saisonende erreichte die Mannschaft die seit fünfzehn Jahren erhoffte türkische Meisterschaft. In dieser Saison lieferte sich die Demirers Mannschaft mit dem anatolischen Verein Trabzonspor, der damals den türkischen Fußball dominierte, über die gesamte Saison ein Kopf-an-Kopf-Rennen um die türkische Meisterschaft. Am Ende konnte sich Beşiktaş durchsetzen und nach fünfzehn Jahren wieder türkische Fußballmeister werden. In den nächsten beiden Spielzeiten etablierte sich Demirer allmählich als Stammspieler. Sein Klub Beşiktaş blieb aber während dieser Zeit in der Meisterschaft wieder chancenlos. Als einziger Lichtblick erreichte die Mannschaft im Sommer 1984 das Pokalfinale und unterlag hier Trabzonspor. Da der Gegner auch die Meisterschaft gewann, qualifizierte sich Beşiktaş für den UEFA-Pokal. Zudem wurde in der Spielzeit 1983/84 der vorsaisonale TSYD-Istanbul-Pokal geholt. Erst in der Spielzeit 1984/85 gelang es der Mannschaft wieder um die Meisterschaft mitzuspielen und bewahrte sich die Chance auf die Meisterschaft bis zum letzten Spieltag. Am Ende wurde die Meisterschaft mit einem Punkt Unterschied an den Erzrivalen Fenerbahçe Istanbul vergeben. In der Erstligasaison 1985/86 lieferte sich Demirers Mannschaft dieses Mal über die gesamte Spielzeit mit dem Erzrivalen Galatasaray Istanbul ein Kopf-an-Kopf-Rennen um die türkische Meisterschaft. Diese sicherte sich das Team erst am letzten Spieltag, punktgleich zu Galatasaray, dank des besseren Torverhältnisses wegen. Zudem gewann die Mannschaft in dieser Saison den Präsidenten-Pokal und den Marinepokal. Die nächste Spielzeit holte man den Premierminister-Pokal, vergab aber die Meisterschaft mit einem Punkt Unterschied an Galatasaray. 
Am Ende der Saison 1986/87 konnte er sich mit Beşiktaş um eine Vertragsverlängerung nicht einigen. Nachdem er erst mit dem Erzrivalen Fenerbahçe Istanbul verhandelt hatte, wechselte er mit Sarıyer GK zu einem anderen Stadt- und Ligarivalen. Bei seinem neuen Klub eroberte er sich schnell einen Stammplatz und trug dadurch dazu bei, dass sein Verein am Ende der Saison 1988/89 mit dem 4. Tabellenplatz die beste Erstligaplatzierung der Vereinsgeschichte erreichte. Bis zum Sommer 1991 wurde er mit seinem Verein ein Mal Tabellenfünfter der Liga und ein weiteres Mal Tabellenvierter.
Nach der Saison 1990/91 verließ er die Istanbuler und wechselte innerhalb der 1. Lig zum Hauptstadtvertreter MKE Ankaragücü. Für diesen Klub spielte er zwei Spielzeiten lang und beendete im Sommer 1993 seine Laufbahn.

### Nationalmannschaft
Demirer begann seine Nationalmannschaftskarriere 1978 mit einem Einsatz für die türkische U-18-Nationalmannschaft. 1978 absolvierte er drei weitere U-21-Länderspiel.
1987 spielte er vier Mal für die Olympiaauswahl der Türkei. 
Demirer wurde das erste Mal in den Kader für die türkische A-Nationalmannschaft im September 1984 im Rahmen eines Testspiels gegen die Nationalmannschaft der UdSSR nominiert. In dieser Partie gab er sein Länderspieldebüt. Im gleichen Jahr absolvierte er zwei weitere A-Länderspiele.

## Trainerkarriere
Demirer begann im Anschluss an seine Fußballspielerkarriere seine Trainerkarriere und arbeitete als erste Tätigkeit beim Istanbuler Verein Sapanca Gençlikspor als Cheftrainer. Nachdem er diese Tätigkeit eineinhalb Jahre ausgeübt hatte, begann er ab 2000 für seinen früheren Verein Beşiktaş Istanbul als Nachwuchstrainer. Diese Tätigkeit führte er bis zum Sommer 2002 aus und wechselte dann als Cheftrainer zu Gebzespor. Zwischen 2005 und 2011 arbeitete in verschiedenen Tätigkeiten für den Nachwuchs Beşiktaş'.

## Erfolge
Mit Beşiktaş Istanbul
- Türkische Meisterschaft: 1981/82, 1985/86
- Türkischer Pokalfinalist: 1983/84
- Präsidenten-Pokalspieler: 1985/86
- Premierminister-Pokalsieger: 1979/80
- Marinepokalsieger: 1985/86
- TSYD-Istanbul-Pokalsieger: 1983/84, 1984/85

Mit Sarıyer SK
- Vierter der Süper Lig: 1985/86, 1988/89, 1990/91
- Fünfter der Süper Lig: 1989/90